# Hendrick Bloemaert

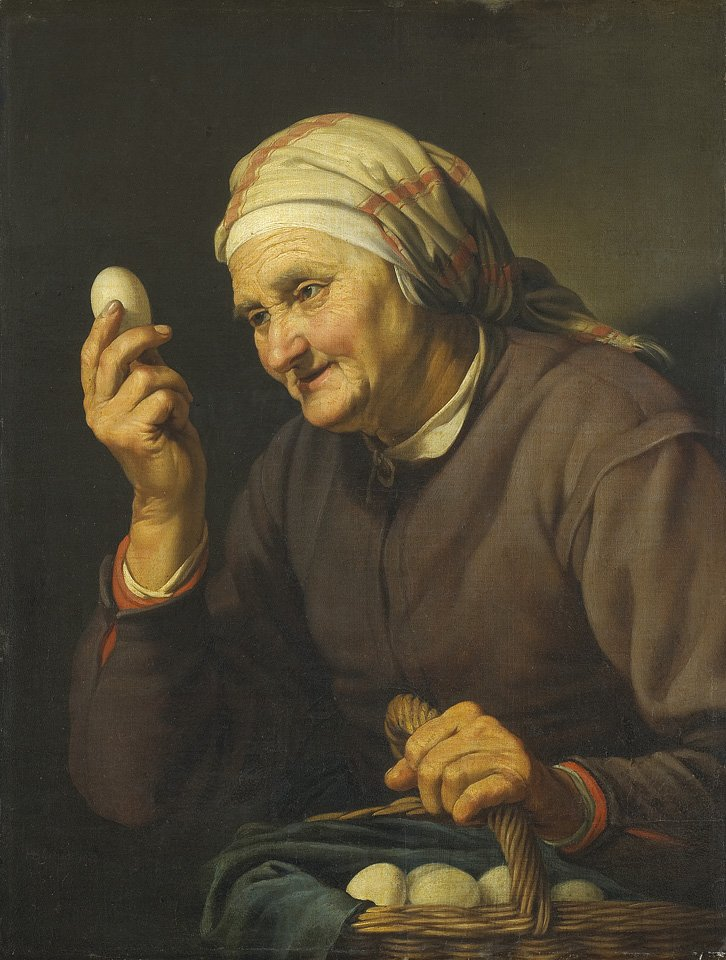
Hendrick Bloemaert, Vecchia che porge un uovo, 1632, Rijksmuseum (Amsterdam)

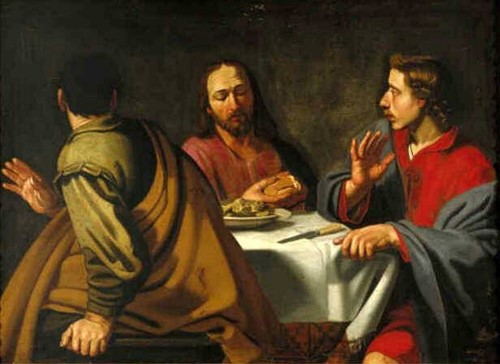
Hendrick Bloemaert, La cena di Emmaus, Museo Boijmans Van Beuningen (Rotterdam)

Hendrick Bloemaert (Utrecht, 1601/1602 – Utrecht, 30 dicembre 1672) è stato un pittore e incisore olandese.

## Biografia
Apparteneva ad una famiglia di artisti: era il primogenito del pittore Abraham Bloemaert, aveva due fratelli pittori - Cornelis e Adriaen - e un quarto fratello, Frederik, era incisore.
Nel 1626 Hendrick Bloemaert, che è considerato un caravaggesco olandese, fece un viaggio in Italia e si fermò a Roma, dove viva era la lezione innovativa della pittura di Caravaggio. Nel 1631 tornò ad Utrecht, dove entrò a far parte della Gilda di San Luca. Sposò Margaretha van der Eem. Predilesse soggetti religiosi e ritratti, ma dipinse anche scene di genere, insistendo sui particolari e sull'espressione dei volti.